# Biserica Sfântul Nicolae din Hârlău
Biserica „Sfântul Nicolae” din Hârlău este un monument istoric situat în orașul Hârlău, județul Iași. Este situată pe Str. Ștefan cel Mare nr. 44, în apropiere de poliția Hârlău și de Școala Generală Petru Rareș. Biserica a fost construită în 1848. Figurează pe noua listă a monumentelor istorice sub codul LMI: IS-II-m-B-04175.